# コメヤ薬局
株式会社コメヤ薬局（コメヤやっきょく）は、石川県白山市に本部を置く薬局・ドラッグストアチェーン。

## 店舗業態
調剤・OTCのみを専門に扱う薬局、調剤・OTCに加え一般日用品･化粧品等も扱う薬局など、複数種の業態を持つ。白山市鶴来地区を中心に、石川県内各地に店舗を展開する。各店の分類は以下の通り。
- 調剤・ドラッグ併設店：鶴来本店、久安店、安養寺店、小立野店、月橋店、泉店、アビオシティ加賀店
- 調剤・小型ドラッグ店：高尾店、山島台店、県庁前店、水戸町店、かわち店、野々市三納店、吉野谷店
- ドラッグストア店：根上店、アピタ店
- 調剤専門店（プリスケア店）：窪店、志賀店、白峰店
- ファミリーマート＋コメヤ薬局：FM御経塚店、FM金沢武蔵店、FM片町店

月橋店は1階が店舗、2階がコメヤ薬局本部事務所となっている（鶴来本店を本部事務所と取り違える来訪者が後を絶たない）。なお、月橋店では専用売場を設けて、衣料品も多く取り扱っている。

## 沿革
創業家は江戸時代初期より鶴来町内（現・本店所在地）にて醸造業を営んでいた。当時は所謂銘酒「加賀菊酒」の本舗だったため、醸造作業の様子や精米用水車の光景を際々藩主視察の栄に浴している。
江戸時代後期に薬用人参入りの丸薬である赤薬の製造･販売を始めたのを機に薬種商に転じ、以後これが主業となった。昭和以降も家業の法人化、多店舗展開等で発展に努める。
- 1687年（貞享4年） - 二代八兵衛が角屋又四郎から酒株を買取る（この｢買取｣が酒造業の創業か、それとも事業の拡張にあたるのかは定かではない）。
- 1825年（文政8年） - 八代次郎左衛門が薬種商売開業願を届け出る。
- 1926年（昭和元年） - 長基合資会社を設立。
- 1943年（昭和18年） - 白山生薬株式会社を設立。
- 1946年（昭和21年） - コメヤ薬局を設立。
- 1996年（平成8年） - コメヤ薬局本部を開設。

なお、キャッチコピー「健康をまもって400年」の「400年」は（概算ではあるが）酒造業の創業時から数えたもので、薬種商転身後の経過年数ではない。

## 屋号
創業家は屋号を当初から ｢米屋｣と名乗っていたが、元禄期には｢長者屋｣と称し、江戸末期には姓を ｢碓井｣と呼んでいた。明治になって現在の｢長基｣に改めたが、屋号は ｢米屋｣を継承し、現在｢コメヤ｣としている。